# Hugo Sotil
Hugo Alejandro Sotil Yerén (Ica, 18 de mayo de 1949-Lima, 30 de diciembre de 2024), conocido como Cholo, fue un futbolista peruano que desempeñó un papel destacado en el fútbol de su país durante los años 70. Integró la generación de jugadores peruanos que alcanzaron notoriedad internacional, contribuyendo al título de la Copa América 1975 y a las participaciones de la selección peruana en los mundiales de México 1970 y Argentina 1978. Además de sus logros con el combinado nacional, sobresalió por su habilidad técnica, desempeñándose como delantero y mediocampista ofensivo. 
Formado en las divisiones menores del Alianza Lima y el Deportivo Gaillard, debutó como profesional en 1968 con Deportivo Municipal y, posteriormente, fichó por el Barcelona en 1973. En el equipo catalán compartió protagonismo con Johan Cruyff, logrando la Liga española en su primera temporada tras una larga sequía del club. Durante su etapa en Europa, vistió la camiseta número 10 y acumuló un campeonato de liga y dos subcampeonatos antes de regresar al Perú en 1977, donde logró dos títulos nacionales consecutivos con Alianza Lima.
Además de su trayectoria en clubes, Sotil fue reconocido internacionalmente al integrar en 1973 el equipo de América en un encuentro frente a la selección de Europa, donde anotó un gol. Su popularidad trascendió el ámbito deportivo, protagonizando en 1972 la película Cholo, dirigida por Bernardo Batievsky, cuya restauración fue presentada en el Festival de Cine de Lima en 2021.

## Orígenes y formación
Nació en Ica el 18 de mayo de 1949, en el seno de una familia de origen humilde. Su infancia transcurrió en condiciones económicas precarias, lo que marcó sus primeros años de vida. A pesar de estas dificultades, mostró desde pequeño un interés por el fútbol, aunque su madre le restringía jugar en los campos polvorientos de su ciudad para evitar que dañara el único par de zapatos que poseía.
En su adolescencia, emigró junto a su familia a Lima, en busca de mejores oportunidades. Se establecieron en el barrio de El Porvenir, en el distrito de La Victoria, donde comenzó a participar en partidos de fútbol en su comunidad. En este entorno, su habilidad para el regate y el control del balón se hizo notoria, lo que lo llevó a ganarse un lugar en los encuentros locales, destacando como un joven prometedor en el deporte.

### Divisiones menores
Durante su etapa formativa, integró las divisiones menores de Alianza Lima desde los catorce años, donde compartió equipo con otras figuras destacadas del club victoriano, como Teófilo Cubillas y uno de los hermanos La Rosa. En este período, logró dos títulos invictos, obtenidos consecutivamente en 1964 y 1965. Los siguientes años continuaría su formación en el Deportivo Gaillard, de la liga amateur de Lima, cuyo presidente Patrocinio Eche sería más tarde su suegro.

## Trayectoria profesional

### Deportivo Municipal
En 1968, con 18 años el dirigente del Deportivo Municipal Enrique Noriega, lo llevó al club edil y Sotil pasa a formar parte de su plantilla, que ese año jugó en la Segunda División Peruana. Sotil se convierte en la gran figura del equipo y del campeonato; fue tal su desempeño que cada fin de semana la gente abarrotaba el estadio San Martín de Porres solo para verlo jugar, su presencia en el equipo convocaba más público que casi todos los equipos de la primera división. Muchos lo pedían para selección, pero el técnico brasileño Didí decidió no convocarlo hasta verlo en la primera división.

### El éxito en la Primera División Peruana
El año 1969, ya en Primera División Sotil convirtió al Deportivo Municipal en protagonista del campeonato y en su primera temporada anotó diez goles en dieciocho partidos, y ayudó a que sus compañeros Manuel Mellán y Jaime Mosquera fueran también goleadores.

### Fama en el fútbol sudamericano
El año 1971 integraría un combinado de su club el Deportivo Municipal con jugadores de Alianza Lima para enfrentar a clubes europeos que vinieron de gira por Sudamérica, donde el 7 de enero en Lima golean 4 a 1 al gigante europeo Bayern Múnich de Franz Beckenbauer, Sepp Maier y Gerd Müller, y posteriormente, el 15 de enero, derrotan al Benfica de Eusébio por 2 a 1. Ambas noches muy recordadas en el Perú por la calidad mostrada y el concierto de huachas, paredes y gambetas que Hugo Sotil y Teófilo Cubillas hicieron juntos, por lo que fueron bautizados como la dupla de oro.
En 1973 integró el equipo titular de una selección americana que enfrentó a la de Europa de Cruyff, Eusébio y Beckenbauer, el partido terminó 4 a 4, y Sotil anotó el tercer gol de su equipo, luego en tanda de penales la Selección de América se impuso por 7 a 6, esa noche jugó al lado de otras figuras de Sudamérica como Roberto Rivelino, Fernando Morena, Miguel Brindisi, Víctor Espárrago, Teófilo Cubillas y otros.

### La gloria en el F. C. Barcelona

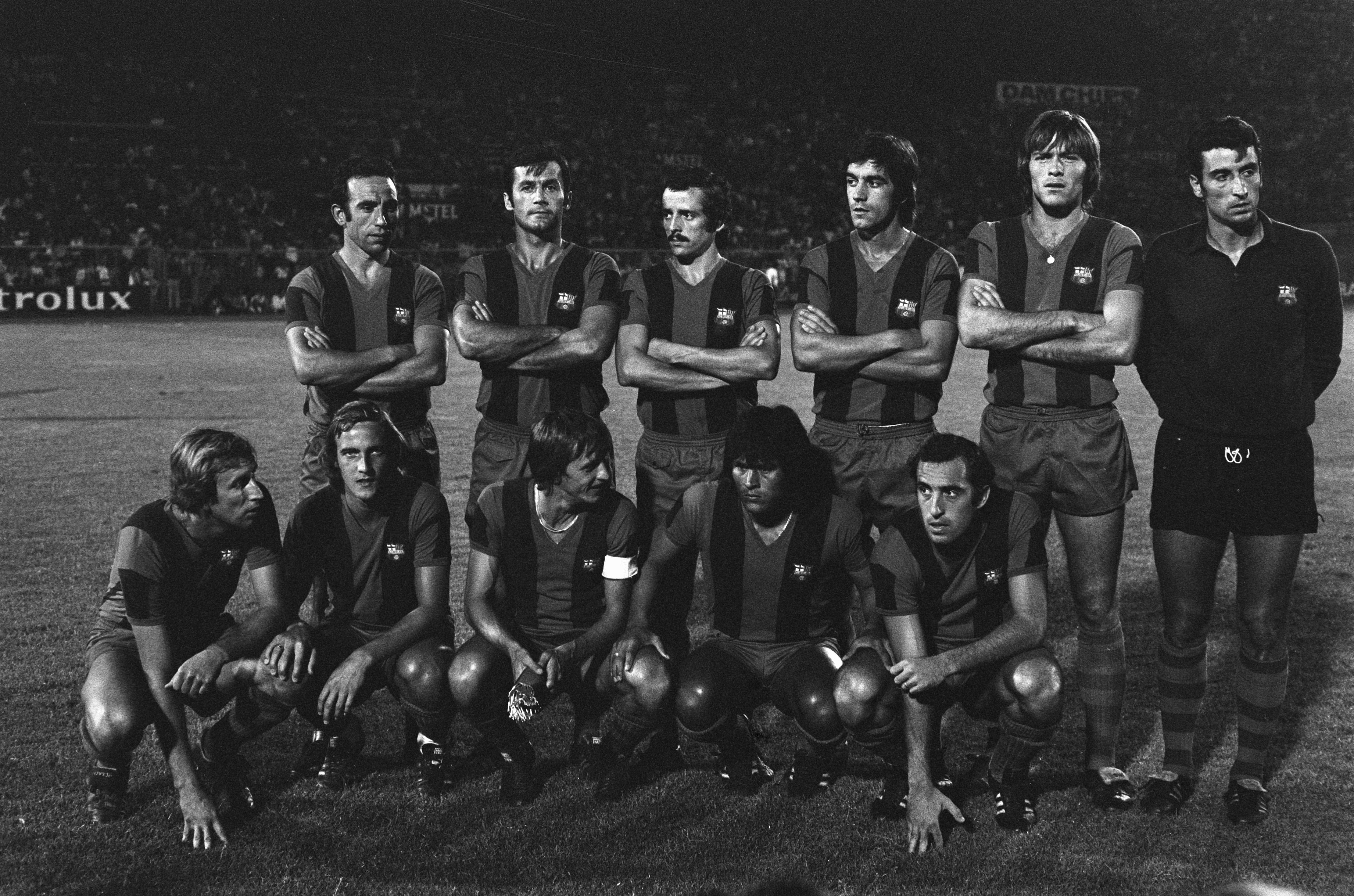
Hugo Sotil con el Fútbol Club Barcelona en la temporada 1975-1976.

Su fama cobra dimensión mundial, y a mediados de 1973 es vendido del Deportivo Municipal, donde estuvo más de 6 años, al Fútbol Club Barcelona para jugar junto a Johan Cruyff (el mejor jugador del mundo de esa época), Juan Manuel Asensi y Carles Rexach, conformando uno de los mejores ataques de todos los tiempos del equipo catalán. Con el Barcelona consiguió la Liga española de la temporada 1973-1974, después de catorce años. Ese año fue protagonista de la histórica goleada del Barcelona al Real Madrid por 5 a 0 en el Santiago Bernabéu, Sotil anotó el quinto gol. La superioridad del Barcelona fue tan abrumadora que Luis Molowny, entrenador del Madrid, al finalizar el choque aseguró: «Hacía años que no veía un equipo tan sensacional como este». Y es que el Barcelona no solo era Cruyff, pues Sotil con su regateo imprevisible, su explosión y gran sentido colectivo era el acompañante perfecto del genio neerlandés.
Luego de su meteórico ascenso, fue perdiendo progresivamente el protagonismo en el Barcelona, su nivel fue bajando considerablemente debido a su apego a la bebida, que molestaba mucho al técnico Rinus Michels, y el club contrató al neerlandés Johan Neeskens, que ocupó su plaza de extranjero. No obstante, el que más tarde también sería ídolo culé fue recibido con recelo como el propio club ha comunicado de manera oficial, ya que Sotil fue una figura emblemática para la afición del equipo azulgrana. En su época en España llevó la camiseta número 10, la que normalmente viste el jugador de más calidad dentro del equipo, y con gran peso en la historia culé por haberla llevado entre otros: Luis Suárez Miramontes, Diego Maradona, Romário, Rivaldo, Juan Román Riquelme, Ronaldinho y Lionel Messi. En el conjunto catalán jugó tres temporadas y media en las que disputó un total de sesenta y ocho partidos oficiales, y marcó diecisiete goles.

### El bicampeonato con Alianza Lima
En 1977, Alianza Lima paga por su ficha, encontrándose con Teófilo Cubillas y alternando con otras figuras de la época como César Cueto, Guillermo La Rosa, Ravello, Jaime Duarte y José Velásquez. Formaría un equipo que ganó los títulos de 1977 y 1978, mostrando un buen nivel aunque sin la brillantez de sus primeros años. Participó en la Copa Libertadores de 1978, llegando a semifinales y anotando cinco goles en nueve partidos.

### Últimos años como profesional y retiro
Para el año 1979 y Sotil emigraría al Independiente Medellín de Colombia, en entonces su nivel ya no era el mismo. 
En 1981 volvería al Deportivo Municipal, club que lo vio nacer, y jugaría ahí hasta el año siguiente, anunciando luego su retiro.
Después de 1 año sin jugar, Sotil volvería brevemente al fútbol en 1984 con 35 años por el club Los Espartanos, un pequeño equipo de Pacasmayo (La Libertad) recién ascendido a la Primera División. A fines de 1985 fue jugador y entrenador de dicho club tras la renuncia del Vito Andrés Bártoli.
En el año 1986 Hugo Sotil dirigió al Deportivo Junín en el campeonato descentralizado. No obstante, Sotil también tenía carné de campo como jugador y solo jugó un partido y fue en el estadio Modelo de Huánuco visitando al León de Huánuco. Fue el último partido oficial de Hugo Sotil quien se retiró jugando por el Deportivo Junín y no por los Espartanos de Pacasmayo como se registra en muchas fuentes, incluso en el portal del Barcelona. De esta manera se retiró de la actividad futbolística.

### Después del retiro
Su carrera fue brillante, pero muy corta, aunque suficiente para dejar una huella imborrable en la afición peruana que gozó de su extraordinaria habilidad, gambeta y también de su humildad, lo que le permitió tener una gran popularidad. Su vida es comparada por los entendidos del fútbol, con George Best, jugador de Irlanda del Norte que al igual que Sotil acabaría rápidamente su carrera, debido al alcohol. 
En los años 1970 la polémica en el Perú era sobre quien era el mejor: Sotil o Cubillas, debido a la alta calidad de ambos jugadores. Es sabido que este último tuvo una vida muy ordenada, ejemplar, por lo que su carrera fue más dilatada y con el tiempo alcanzó un gran reconocimiento en el medio futbolístico internacional. Fue considerado por los entendidos como el mejor dribleador, regateador del mundo en los años 1970, por encima del argentino René Houseman. En Perú es considerado uno de los jugadores más habilidosos de toda su historia, junto al gran Miguel Loayza de paso por el Barcelona de España, y Huracán y Boca Juniors de Argentina.
A finales del año 2005, fue nombrado el primer socio honorario de la Peña blaugrana de Lima, peña oficial del Fútbol Club Barcelona en la ciudad de Lima.
En la zona este de la ciudad de Ica, en el distrito de Parcona, hay un estadio que lleva su nombre, el Estadio Hugo Sotil.

## Selección nacional

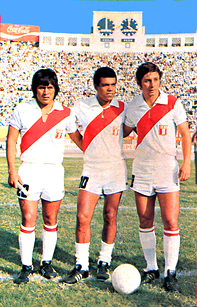
Hugo Sotil, Teófilo Cubillas y Roberto Chale (izquierda a derecha) en el estadio Nacional en 1973.

Debutó con la selección peruana de fútbol en un contexto de alta expectativa. En 1969, tras el ascenso de su equipo a la primera división y la clasificación de Perú al Mundial de 1970, el técnico Didí lo convocó por primera vez. Su debut se produjo en febrero de 1970 en un amistoso contra Bulgaria en Lima. Ingresó en el segundo tiempo cuando Perú perdía 2-0. Contribuyó a la remontada con tres goles, incluido uno de chalaca, sellando una victoria de 5-3 para Perú. Este partido marcó su irrupción en el fútbol internacional.
Durante el Mundial de México 1970, tuvo una actuación destacada en el partido contra Bulgaria, similar al amistoso previo. Perú volvió a revertir un marcador adverso, ganando 3-2, en una actuación clave para alcanzar los cuartos de final, donde fue eliminado por Brasil. En 1975, participó en la Copa América, disputando únicamente la final debido a que el entrenador del F. C. Barcelona, Rinus Michels le había negado el permiso, pero escapó de la concentración, abordó un taxi al aeropuerto de El Prat y tomó un vuelo a la capital venezolana donde jugó el partido definitorio. En el partido decisivo contra Colombia, anotó el único gol que aseguró el segundo título de la competición para Perú.
En el proceso de clasificación para el Mundial de 1978, tuvo un papel importante, liderando al equipo en la ausencia de Teófilo Cubillas por lesión. En un partido clave contra Chile, marcó el primer gol y contribuyó al segundo, lo que aseguró la clasificación. Sin embargo, una lesión prolongada afectó su rendimiento durante el torneo, donde no logró ser titular.
A lo largo de su trayectoria internacional, disputó 62 partidos con la selección peruana, anotando 18 goles. Su estilo de juego, caracterizado por su habilidad técnica y capacidad para influir en momentos decisivos, lo convirtió en una figura representativa del fútbol peruano en la década de 1970.

### Participaciones en Copas del Mundo
| Torneo               | Sede      | Resultado        | Partidos | Goles | Asist. |
| -------------------- | --------- | ---------------- | -------- | ----- | ------ |
| Copa Mundial de 1970 | México    | Cuartos de final | 4        | 0     | 1      |
| Copa Mundial de 1978 | Argentina | Cuartos de final | 4        | 0     | 0      |
| Total                | Total     | Total            | 8        | 0     | 1      |

### Participaciones en Copas América
| Torneo            | Sede          | Resultado | Partidos | Goles | Prom. |
| ----------------- | ------------- | --------- | -------- | ----- | ----- |
| Copa América 1975 | Sin sede fija | Campeón   | 1        | 1     | 1.00  |
| Total             | Total         | Total     | 1        | 1     | 1.00  |

### Participaciones en Clasificatorias a Copas del Mundo
| Eliminatorias                    | Sede       | Selección | Resultado      | Partidos | Goles | Prom. |
| -------------------------------- | ---------- | --------- | -------------- | -------- | ----- | ----- |
| Eliminatorias sudamericanas 1974 | Sudamérica | Perú      | (No clasificó) | 3        | 2     | 0.67  |
| Eliminatorias sudamericanas 1978 | Sudamérica | Perú      | (Clasificado)  | 6        | 1     | 0.17  |
| Total                            | Total      | Total     | Total          | 9        | 3     | 0.33  |

## Estadísticas

### Clubes
| Club | Temporada     | Liga  | Liga  | Copas (1) | Copas (1) | Internacional (2) | Internacional (2) | Total (3) | Total (3) | Promedio |
| Club | Temporada     | Part. | Goles | Part.     | Goles     | Part.             | Goles             | Part.     | Goles     | Promedio |
| --- | ------------- | ----- | ----- | --------- | --------- | ----------------- | ----------------- | --------- | --------- | -------- |
| Deportivo Municipal · Perú |               |       |       |           |           |                   |                   |           |           |          |
| 1968 | 18            | 14    | -     | -         | -         | -                 | 18                | 14        | 0.78      |          |
| 1969 | 18            | 10    | -     | -         | -         | -                 | 18                | 10        | 0.56      |          |
| 1970 | 26            | 12    | -     | -         | -         | -                 | 26                | 12        | 0.46      |          |
| 1971 | 30            | 11    | -     | -         | -         | -                 | 30                | 11        | 0.37      |          |
| 1972 | 29            | 14    | -     | -         | -         | -                 | 29                | 14        | 0.48      |          |
| 1981 | 15            | 4     | -     | -         | -         | -                 | 15                | 4         | 0.4       |          |
| 1982 | 10            | 3     | -     | -         | 3         | 0                 | 13                | 3         | 0.3       |          |
| Total club | 146           | 68    | 0     | 0         | 3         | 0                 | 149               | 68        | 0.48      |          |
| F. C. Barcelona · España |               |       |       |           |           |                   |                   |           |           |          |
| 1973-74 | 34            | 12    | -     | -         | 2         | 1                 | 36                | 13        | 0.33      |          |
| 1974-75 | -             | -     | 5     | 2         | -         | -                 | 5                 | 2         | 0.40      |          |
| 1975-76 | 19            | 3     | 2     | 1         | 5         | 1                 | 26                | 5         | 0.19      |          |
| 1976-77 | 5             | 2     | -     | -         | 3         | 0                 | 8                 | 2         | 0.13      |          |
| Total club | 58            | 16    | 7     | 3         | 10        | 2                 | 70                | 22        | 0.26      |          |
| Alianza Lima Perú |               |       |       |           |           |                   |                   |           |           |          |
| 1977 | 30            | 17    | -     | -         | -         | -                 | 30                | 17        | 0.57      |          |
| 1978 | 25            | 8     | -     | -         | 9         | 5                 | 34                | 13        | 0.38      |          |
| Total club | 55            | 25    | 0     | 0         | 9         | 5                 | 64                | 30        | 0.47      |          |
| Independiente Medellín Colombia |               |       |       |           |           |                   |                   |           |           |          |
| 1979 | 22            | 6     | -     | -         | -         | -                 | 22                | 6         | 0.27      |          |
| 1980 | 10            | 2     | -     | -         | -         | -                 | 10                | 2         | 0.2       |          |
| Total club | 32            | 8     | 0     | 0         | 0         | 0                 | 32                | 8         | 0.25      |          |
| Los Espartanos · Perú |               |       |       |           |           |                   |                   |           |           |          |
| 1984 | 8             | 2     | -     | -         | -         | -                 | 8                 | 2         | 0.25      |          |
| 1985 | 10            | 4     | -     | -         | -         | -                 | 10                | 4         | 0.4       |          |
| Total club | 18            | 6     | 0     | 0         | 0         | 0                 | 18                | 6         | 0.33      |          |
| Deportivo Junín · Perú |               |       |       |           |           |                   |                   |           |           |          |
| 1986 | 1             | 0     | 0     | 0         | 0         | 0                 | 1                 | 0         | 0         |          |
| Total club | 1             | 0     | 0     | 0         | 0         | 0                 | 1                 | 0         | 0         |          |
| Total carrera | Total carrera | 301   | 122   | 7         | 3         | 19                | 7                 | 334       | 132       | 0.4      |
| (1) Incluye datos de la Copa del Rey, Copa UEFA. (2) Incluye datos de la Copa Libertadores. (3) No incluye goles en partidos amistosos. |               |       |       |           |           |                   |                   |           |           |          |

### Resumen estadístico
| Competición           | Partidos | Goles | Promedio |
| --------------------- | -------- | ----- | -------- |
| Segunda División      | 18       | 14    | 0.78     |
| Primera División      | 283      | 106   | 0.42     |
| Copas nacionales      | 7        | 3     | 0.50     |
| Copas internacionales | 19       | 7     | 0.37     |
| Selección Peruana     | 62       | 18    | 0.29     |
| TOTAL                 | 389      | 148   | 0.38     |

### Participaciones en competiciones internacionales
| Torneo                  | Club         | Resultado              | Partidos | Goles |
| ----------------------- | ------------ | ---------------------- | -------- | ----- |
| Copa de la UEFA 1973-74 | FC Barcelona | Dieciseisavos de final | 2        | 1     |
| Copa de la UEFA 1975-76 | FC Barcelona | Semifinal              | 5        | 1     |
| Copa de la UEFA 1976-77 | FC Barcelona | Cuartos de final       | 3        | 0     |
| Copa Libertadores 1978  | Alianza Lima | Semifinal              | 9        | 5     |

### Como entrenador
| Club            | País  | Año   | P  | PG | PE | PP | Rendimiento |
| --------------- | ----- | ----- | -- | -- | -- | -- | ----------- |
| Los Espartanos  | Perú  | 1985  | 30 | 11 | 3  | 6  | 41.67%      |
| Deportivo Junín | Perú  | 1986  | 14 | 2  | 5  | 7  | 32.15%      |
| Total           | Total | Total | 44 | 13 | 8  | 13 | 38.64%      |

## Palmarés

### Campeonatos nacionales
| Título           | Club                | País   | Año  |
| ---------------- | ------------------- | ------ | ---- |
| Segunda División | Deportivo Municipal | Perú   | 1968 |
| Primera División | F. C. Barcelona     | España | 1974 |
| Primera División | Alianza Lima        | Perú   | 1977 |
| Primera División | Alianza Lima        | Perú   | 1978 |

### Campeonatos internacionales
| Título       | Equipo            | Sede    | Año  |
| ------------ | ----------------- | ------- | ---- |
| Copa América | Selección de Perú | Caracas | 1975 |

### Distinciones individuales
| Distinción                                                                    | Año  |
| ----------------------------------------------------------------------------- | ---- |
| Máximo Goleador de la Segunda División del Perú (14 goles)                    | 1968 |
| Futbolista Peruano del año                                                    | 1973 |
| 7.º mejor Futbolista Sudamericano en el mundo                                 | 1973 |
| Titular de la Selección de América                                            | 1973 |
| Nombrado Mejor Futbolista del Perú en el Extranjero                           | 1974 |
| Futbolista Peruano del año                                                    | 1974 |
| 6.º mejor Futbolista Sudamericano en el mundo                                 | 1975 |
| Nombrado una de las grandes figuras de los mundiales                          | 2004 |
| Homenaje por Diario Marca por su paso destacado en el F. C. Barcelona         | 2015 |
| Nombrado Embajador del F. C. Barcelona en el Perú                             | 2016 |
| 4.º Mejor delantero del mundo en los años 70 según Goal.com                   | 2018 |
| Incluido en el once histórico de la Selección Peruana elaborado por la IFFHS. | 2022 |

## Comentarios
El cronista argentino Gerardo Barraza, en una conferencia dijo del futbolista peruano Hugo Sotil, uno de los personajes épicos y románticos más célebres del balompié sudamericano de los últimos treinta años:

El ‘Cholo’ Sotil era capaz de gambetear a un ejército dentro de una baldosa.

Teófilo Cubillas en una entrevista concedida al diario El Comercio en julio de 1973, se refirió sobre Hugo Sotil:

Mi compadre Sotil esta jugando una barbaridad, no me queda la menor duda que  actualmente es el mejor jugador de América.

El periodista Fernando Jiménez en la Revista CONMEBOL N.º 109:

El ‘Cholo’ Sotil ... Humilde, sencillo, amable y pícaro... Fue uno de los más grandes futbolistas sudamericanos de todos los tiempos. Jugó al lado de Johan Cruyff en Barcelona de España y está en el museo de este importante club europeo.

## Vida personal
El 13 de enero de 1970, antes de jugar su primera Copa del Mundo en México 70, se casó con Guillermina Eche Telles, su gran amor de juventud. Fruto de esta relación tuvieron cinco hijos: Rosemary, Valeria, Hugo Alejandro (nacido en España), Johan (cuyo nombre fue dado en honor a la gran amistad que existía entre Hugo Sotil y el futbolista holandés Johan Cruyff) y Jairzinho Sotil.
En una entrevista con Jaime Bayly, Sotil reveló que era aprista y que votó por Alan García en las elecciones de 1985 y 2006.

## Fallecimiento
El 20 de diciembre de 2024, Sotil fue hospitalizado en Lima tras haber sufrido un shock séptico debido a la insuficiencia multiorgánica. Sin embargo, el 30 de diciembre de 2024 a las 1:30 am murió de confirmar los resultados de insuficiencia renal y hepática a la edad de 75 años. Sus restos fueron velados en el Estadio Alejandro Villanueva y sepultado en el cementerio Campo Fe de Huachipa, donde le rinden homenaje por su legado deportivo y su trayectoria en el fútbol profesional.